# Asielcrisis Nederland 2021-heden
De asielcrisis (ook wel opvangcrisis) is een term die wordt gebruikt voor de problematiek rondom een gebrek aan capaciteit in de opvang van  binnenkomende asielzoekers in Nederland. 
Een van de oorzaken hiervan is het beperken van de asielketen, waarvan na de Europese vluchtelingencrisis van 2015-2016 minder nodig was. Ook kunnen statushouders lastig doorstromen uit de asielopvang naar huisvesting vanwege de woningnood. De asielcrisis wordt sinds begin 2022 nog verder in de hand gewerkt door de Oekraïense vluchtelingencrisis die het gevolg is van de Russische invasie van Oekraïne. Oekraïense vluchtelingen hoeven in Nederland weliswaar vooralsnog niet de reguliere asielprocedure te doorlopen, maar voor hen is wel huisvesting nodig.

## Gebeurtenissen
Als gevolg van de capaciteitsproblemen moesten steeds meer asielzoekers op stoelen of buiten het asielzoekerscentrum bij Ter Apel overnachten. Dit aantal liep in de zomer van 2022 steeds verder op, tot in de vele honderden.
In de nacht van 10 op 11 mei dreigden er voor het eerst asielzoekers buiten te slapen. Pas na middernacht was er een oplossing voor tientallen asielzoekers die urenlang buiten moesten verblijven. 
Het Rode Kruis plaatste in juni 2022 50 tenten op het parkeerterrein bij het asielzoekerscentrum ter Apel. Na korte tijd besloot de organisatie de tenten weer weg te halen. Directeur Marieke van Schaik riep de overheid op om zo snel mogelijk een einde te maken aan de mensonterende omstandigheden. Het Rode Kruis opende ook een humanitair servicepunt bij het centrum. Dit servicepunt werd in de daaropvolgende weken tweemaal gesloten, eerst vanwege onveilige situaties en vervolgens opnieuw vanwege te grote drukte.
In de nacht van 23 op 24 augustus 2022 overleed er in de sporthal van het asielzoekerscentrum bij Ter Apel een drie maanden oude baby. Onderzoek naar de doodsoorzaak door de Inspectie Gezondheidszorg en Jeugd (IGJ) en de Inspectie Justitie en Veiligheid (JenV) leverde geen duidelijkheid over de doodsoorzaak op.
In augustus en september 2022 verleende hulporganisatie Artsen zonder Grenzen (AzG) basale medische zorg aan asielzoekers buiten het asielzoekerscentrum Ter Apel. De aanhoudende zorgelijke omstandigheden bij het asielzoekerscentrum was voor AzG aanleiding om medewerkers naar Ter Apel te sturen, waar inmiddels 700 mensen buiten sliepen. Het was voor het eerst dat AzG medische hulp bood binnen Nederland. Op 26 augustus meldde AzG dat er drie mensen vanaf het terrein naar het ziekenhuis waren gebracht. Een van hen zou een hartaanval hebben gekregen.
Op 31 augustus bezochten koning Willem-Alexander en staatssecretaris Eric van der Burg het aanmeldcentrum in Ter Apel.
Op 9 september meldde het COA dat er opnieuw ca. 300 mensen op het terrein buiten het aanmeldcentrum hadden geslapen. Meer dan 100 kwetsbaren – vooral vrouwen en kinderen – werden met bussen naar een opvanglocatie van het Rode Kruis in Stadskanaal gebracht.

## Maatregelen
In juni werd er een nationale crisisstructuur in werking gezet om de migratiestroom weer beter onder controle te krijgen, gecoördineerd vanuit de Nationaal Coördinator Terrorismebestrijding en Veiligheid (NCTV) en in samenwerking met onder meer veiligheidsregio’s, gemeenten en instanties als de Immigratie- en Naturalisatiedienst (IND) en het Centraal Orgaan opvang asielzoekers (COA).

### Afdwingen opvang
Aanvankelijk werd ingezet op gemeenten die zonder dwang ruimte zochten voor asielzoekers. Toen sommige gemeenten daar geen of onvoldoende gehoor aan gaven, dreigde staatssecretaris Eric van der Burg met dwang.
Deze dwangmaatregelen werden voor het eerst daadwerkelijk toegepast bij de gemeente Tubbergen. De gemeente werd daar omzeild bij het verlenen van een vergunning voor een asielzoekerscentrum in een hotel. Deze ingreep leidde tot veel onvrede, en zelfs tot brandstichting bij het hotel. De hoteleigenaar probeerde de verkoop aan het COA ongedaan te maken, maar kreeg in een kort geding ongelijk.

### Asielakkoord
Eind augustus 2022 kwamen het kabinet, de Vereniging van Nederlandse Gemeenten, het Veiligheidsberaad en de provincies tot een asielakkoord. Afgesproken werd dat gemeenten vanaf het najaar moesten zorgen voor woonruimte voor 20.000 statushouders. Het kabinet zou hiervoor de komende paar jaar enkele honderden miljoenen euro's uittrekken. Om de instroom te beperken werd bovendien afgesproken dat gezinshereniging alleen zou plaatsvinden als de statushouder een woning had. Ook bevroor het kabinet de zogeheten Turkije-deal uit 2016. Daarin was afgesproken dat vluchtelingen uit Turkse kampen over de EU verdeeld zouden worden, waarbij Nederland jaarlijks 1000 vluchtelingen voor zijn rekening zou nemen. Door opschorting van deze deal zouden er het volgend jaar 1.250 vluchtelingen minder naar Nederland moeten komen.
Op het akkoord kwam veel kritiek. Leden van D66, CDA en ChristenUnie – alle drie coalitiepartijen van kabinet-Rutte IV – schreven brieven naar hun partijleiding, waarin ze kritiek leverden op het afschuiven van de problemen op vluchtelingen. VVD-Tweede Kamerlid Daan de Neef kondigde zijn aftreden af, onder meer vanwege het gebrek aan "medemenselijkheid" in reactie op de asielcrisis. Velen binnen de VVD vonden echter dat het akkoord niet ver genoeg ging, en dat een asielstop nodig was om de instroom te beperken.